# Rosalie Boquet
Rosalie Boquet, também conhecida por Rosalie Filleul (1752 – 24 de junho de 1794) foi uma pastelista e pintora francesa. Ela nasceu em Paris e foi concierge do Château de la Muette. Embora inicialmente apoiasse a Revolução Francesa, ela, no entanto, ficou desiludida com seus excessos e lamentou a execução de Luís XVI. Um tanto indiscretamente, no auge do Terror, ela fez arranjos para vender alguns dos móveis do Château de la Muette para um negociante de segunda mão. Isso foi relatado às autoridades e ela foi presa sob acusações de roubo e ocultação de bens nacionais – propriedade pertencente à República. Rosalie Filleul foi considerada culpada e guilhotinada em 1794, junto com sua amiga Mme Chalgrin, apesar da tentativa de intervenção do irmão de Chalgrin, Carle Vernet.